# The Fall of a Rebel Angel
The Fall of a Rebel Angel is het achtste studioalbum van het Duitse muziekproject Enigma. Het album werd op 11 november 2016 uitgebracht en telt 12 nummers.

## Beschrijving
The Fall of a Rebel Angel werd ontwikkeld als conceptalbum door muziekproducent Michael Cretu en scenarioschrijver Michael Kunze waarin het levensverhaal van een protagonist wordt verteld in de zoektocht naar een nieuw volbrengend leven. Cretu werkte voor de artwork samen met de Duitse kunstschilder Wolfgang Beltracchi.
Volgens Cretu moest het cijfer 8 in zijn achtste album symbool staan voor een nieuw begin. Hij probeerde muziek te schrijven voor een verhaal dat gebruikt kon worden voor het Enigma-project. Met Beltracchi ontwierp hij 12 schilderijen die als beeldvorming gebruikt worden voor elk hoofdstuk op het album.
Op het album werkt Cretu samen met de Braziliaanse Mark Josher, de Indonesische Anggun, de Israëlische folkband Nanuk, en het Britse electropop-duo Aquilo.
Cretu nam voor de productie van dit album een nieuwe muziekstudio in gebruik, de Merlin, de opvolger van de Alchemist waarmee hij zijn twee voorgaande albums produceerde.
Het album bereikte de eerste plek in de Amerikaanse Top Dance/Electronic Albums hitlijsten. In Nederland kwam het op de 29e plek in de Album Top 100.
Er verschenen vier verschillende uitvoeringen van het album; een standaard versie, een gelimiteerde 2cd-versie, een gelimiteerde super deluxe-versie en een vinyl-versie.

## Nummers
Het album bevat de volgende nummers:
| 1.                 | Circle Eight           | Nanuk       | 3:12 |
| 2.                 | The Omega Point        |             | 4:25 |
| 3.                 | Diving                 |             | 3:35 |
| 4.                 | The Die Is Cast        | Mark Josher | 5:19 |
| 5.                 | Mother                 | Anggun      | 3:23 |
| 6.                 | Agnus Dei              |             | 3:51 |
| 7.                 | Sadeness (Part II)     | Anggun      | 3:28 |
| 8.                 | Lost in Nothingness    |             | 4:11 |
| 9.                 | Oxygen Red             | Anggun      | 4:18 |
| 10.                | Confession of the Mind |             | 2:56 |
| 11.                | Absolvo                |             | 4:31 |
| 12.                | Amen                   | Aquilo      | 4:20 |
| Totale duur: 44:52 |                        |             |      |

## Medewerkers
- Michael Cretu – muziek, productie, scenario
- Anggun - zang
- Nanuk - zang
- Mark Josher - zang
- Michael Kunze - scenario
- Wolfgang Beltracchi - artwork